# Leptotarsus (Longurio) guimaraesi
Leptotarsus (Longurio) guimaraesi is een tweevleugelige uit de familie langpootmuggen (Tipulidae). De soort komt voor in het Neotropisch gebied.